# サンキュー (ベリーグッドマンのアルバム)
『サンキュー』は、2025年2月26日にTEPPAN MUSICより発売されたベリーグッドマンのメジャー9枚目、通算12枚目のオリジナル・アルバム。[初回限定盤]と[通常盤]の2種類発売。品番は[初回限定盤]CRCP-40700/01、[通常盤]CRCP-40702。またクラウン徳間ショップ限定で発売される[イベント付 初回限定盤]CRZP-58もある。

## 概要
フルアルバムとしては前作『ピース』以来、1年10カ月振りのリリース。限定盤にはDISC2として2024年11月20日にデジタル配信されたミニアルバム「Party Party Party」がCD化の上、付属され収録全12曲のタイトルがステッカーになった“プレイリストステッカー”が封入。クラウン徳間ショップ限定で発売される[イベント付 初回限定盤]には、東京・大阪で開催される特製サイン色紙に直筆サインと宛名、メンバーとのグループショット撮影ができる「Album『サンキュー』発売記念！大特典会！」に参加できるチケット付。

## 音楽性

### アルバム制作
Roverは「1年以上前からリリースしている曲が多く、新曲は4曲だけでライブを意識して作ったアルバムではないので、収録曲でセットリストを組むのは難しいのでは」と感じている。
タイトルを決める話し合いの最後のほうで、HiDEXがメンバーの気持ちをまとめるように「『サンキュー』っていうのはどうかな？」と提案し決定した。ベリーグッドマンが甲子園に行くまでが第1章だとしたら、甲子園からが第2章の始まりで、結成10年での甲子園の夢をリセットする気持ちで始めた「GOOD GOOD GOOD」ツアーではチームの仲がよくなり、ファンと呼吸が合ってる感じもあり、自分たちの魅力が伝わったとも思えた。この感じをもう10年続けていきたいから、「サンキュー」は、このタイミングでベリーグッドマンとしての集大成を出しておかないと次の新しいものが生まれない、と思って作ったアルバム。
「おかん～yet～」と「Thank You Mama」、「1988」と「'88」、「大丈夫」と「花よりも花を咲かせる土になれ」のように、同じテーマでも「2周目に突入した今だったらもう1回歌えるかな」と制作。

## 収録曲
| 全作詞・作曲: ベリーグッドマン。 |                                  |                  |                  |                             |      |
| #                                | タイトル                         | 作詞             | 作曲・編曲       | 編曲                        | 時間 |
| 1.                               | 「Intro 〜サンキュー〜」         | ベリーグッドマン | ベリーグッドマン |                             | 0:20 |
| 2.                               | 「CLASSIC」                      | ベリーグッドマン | ベリーグッドマン | HiDEX                       | 3:56 |
| 3.                               | 「Wonderful Days」               | ベリーグッドマン | ベリーグッドマン | YUTA（マエノミドリ）・HiDEX | 3:59 |
| 4.                               | 「花よりも花を咲かせる土になれ」 | ベリーグッドマン | ベリーグッドマン | HiDEX                       | 4:02 |
| 5.                               | 「Thank You Mama」               | ベリーグッドマン | ベリーグッドマン | HiDEX                       | 3:11 |
| 6.                               | 「となり」                       | ベリーグッドマン | ベリーグッドマン | HiDEX                       | 4:19 |
| 7.                               | 「名もなき夢」                   | ベリーグッドマン | ベリーグッドマン | YUTA（マエノミドリ）・HiDEX | 4:21 |
| 8.                               | 「ハナウタ」                     | ベリーグッドマン | ベリーグッドマン | HiDEX                       | 3:54 |
| 9.                               | 「Luv Story -Berry Mix-」        | ベリーグッドマン | ベリーグッドマン | HiDEX                       | 3:17 |
| 10.                              | 「'88」                          | ベリーグッドマン | ベリーグッドマン | HiDEX                       | 2:08 |
| 11.                              | 「ガッツポーズ」                 | ベリーグッドマン | ベリーグッドマン | YUTA（マエノミドリ）        | 3:32 |
| 12.                              | 「FIND YOU」                     | ベリーグッドマン | ベリーグッドマン | YUTA（マエノミドリ）        | 3:19 |
| 合計時間:                        | 合計時間:                        | 合計時間:        | 40:18            |                             |      |

| 全作詞・作曲: ベリーグッドマン。 |                        |                  |                  |                      |      |
| #                                | タイトル               | 作詞             | 作曲・編曲       | 編曲                 | 時間 |
| 1.                               | 「チョベリグ2」        | ベリーグッドマン | ベリーグッドマン | Rover・HiDEX         | 2:45 |
| 2.                               | 「TTM」                | ベリーグッドマン | ベリーグッドマン | YUTA（マエノミドリ） | 3:26 |
| 3.                               | 「タンスの前でダンス」 | ベリーグッドマン | ベリーグッドマン | Rover・HiDEX         | 1:03 |
| 4.                               | 「It's no money」      | ベリーグッドマン | ベリーグッドマン | HiDEX                | 3:17 |
| 5.                               | 「祭りのあと」         | ベリーグッドマン | ベリーグッドマン | HiDEX                | 3:12 |
| 合計時間:                        | 合計時間:              | 合計時間:        | 13:43            |                      |      |

## 楽曲紹介
- 「CLASSIC」
  - 阪神甲子園球場100周年記念事業アンバサダーアーティストとして書き下ろした楽曲。
  - ミュージック・ビデオも甲子園球場で撮影された。
- 「Wonderful Days」
  - 日曜日の午前の番組のオープニングなので、さわやかで元気があってフレッシュな感じと依頼され書き下ろした[4]。
- 「花よりも花を咲かせる土になれ」
  - 星稜高校野球部名誉監督山下智茂の言葉であるが、楽曲制作に行き詰っていたMOCAが居酒屋のトイレでこれを目にして感銘を受け、この言葉で歌いたいと制作を開始。制作にあたり山下に直接許可を取りに行くと「子供たちのために」と快く了承を得た。
  - しかしHiDEXは「俺らは花目指してない？」「むしろ花やないとあかんのとちゃう？」と感じ、「土になれ」と言うのは違うのではとの思いからその内容を自分の中で消化して書いたわけではなく、作りながらずっと腑に落ちたくて、納得しようと考え出した答えが「花を綺麗だって思える君が綺麗だ 心からそう言いたくなった」。
  - Roverも知らないことを書いたら嘘になると歌詞に悩み、「頑張ってんのに見向きもされないのはなぜ」というところは、褒めてほしい自分。でも、誰にも褒められなくても前に進まないといけなくて「まさに踏み込んだ足元はとっくに泥んこにもうやけくそになりそうさ」の部分で、やっぱり大事なのは足元、目の前のことなんだと言いたかったと述べている。
  - MOCA自身も「Roverのソロなら成立しそうだが、よりきれいになり過ぎてる不安などの感覚をどう伝えたらいいのか、めちゃくちゃ葛藤があった」と述べ、「Roverが出した音楽はめっちゃいいけど、俺は腹から歌われへん」と初めて意見すると、Roverも「音で表現してくれ」と初めてMOCAとRoveが衝突した。
  - 同曲のミュージックビデオ再生回数が100万回を突破したことを記念し、2025年3月17日に星稜高校体育館で同中・高の生徒約400人とともに新しくミュージックビデオの撮影を行い、4月に公開した。
- 「Thank You Mama」
  - 本アルバムのリード曲でこの曲を入れるためにアルバムタイトルを『サンキュー』にした。
  - 「おかん～yet～」を歌ったときより大人になり、結婚して子供もでき、奥さんに対しても、改めておかんにも、今やったら感謝の気持ちを歌えそうだな「もう一発歌っとこ」というMOCAの気持ちから始まった曲。
  - MOCAが新しい挑戦をしたいと、3人がRoverの作った同じメロディを歌詞だけ変えて歌うという形を初めて試みた。
- 「となり」
  - 2023年11月18日の甲子園ライブ終了後に、翌19日新曲リリースとしてサプライズ発表された。
  - ミュージック・ビデオのロボット役はバックDJを務めるMANA-Bが担当した。MANA-Bは初めてMVに出演できると喜んでいたが実際は着ぐるみで顔出しもなく残念がった。
- 「名もなき夢」
  - 朝日放送テレビ「LIFE〜夢のカタチ〜」のテーマソングとして制作され、その過程が同番組で密着された。
  - Roverが中心となって制作されたが、MOCAやHiDEXから「本当に歌いたい曲なのか？」「ソロならいいがベリーグッドマンとしてはどうなのか？」「自分の考えや曲に飽きてるのか？」などダメ出しをされ、Roverから「本当に歌いたい曲」が出てくるのを待たれた。Roverも自分のことを歌っているみたいで成長したと語っている。
- 「ハナウタ」
  - HiDEXが中心となって制作された曲だが、HiDEXの完璧主義が出され、メンバーにも楽屋で1回歌っただけで完成まで楽曲を聴かせていなかった。
  - 完成後はメンバーからもう一つのリード曲になったと言われる。
- 「Luv Story -Berry Mix-」
  - MOCAのソロアルバム『原始人の歌』（2013年4月発売）からのリメイク。
  - オリジナルでは付き合ってるストーリーでハッピーなラブソングのつもりであったが、歌詞が暗いと感じていたRoverとHiDEXからは片思いソングと認識されて制作された。
- 「'88」
  - グループとしては珍しくヴァース部分が全部ラップとなっている。
  - 前回作った「1988」はまったり寄りであったが、アルバムにアッパーソングが1曲はあったほうがいいと方向性が決まる。
  - 歌詞にはプロ野球の登場曲として「コンパス」でベリーグッドマンの曲を最初に使用し「ライオン」の楽曲を書き下ろした増田達至や、同じく登場曲で「1988」を使用した前田健太ほか田中将大、斎藤佑樹（歌詞ではマー君、ハンカチ王子）や坂本勇人、上田剛史が同じ1988年生まれとして登場。スタッフから全員許可を得ないといけないと知らされたが全員から了承を得られた。
- 「ガッツポーズ」
  - Roverが「まだまだ慣れない新生活や日頃から戦うあなたへ送る応援ソングとして、松屋の牛めしを食べて、目の前の現実に食らいついて、最後はガッツポーズして喜び合いたい！まさに『明日へがっつく』勢いを表現した」と説明[5]。
- 「FIND YOU」
  - 佐賀県が、若年層向けの魅力発信を目的に「高校生たちが、自分たちで地元の良さを見つけてもらいたい」という想いを込めて、KBC九州朝日放送の番組「高校生のじかん」とタイアップし、佐賀県内の高校生と共に楽曲を制作する「#SAGAジモト青春ソング」プロジェクトを実施。その一環として、佐賀県内の全高校生2万人以上に募集した青春エピソードを元に共同制作。
  - ミュージック・ビデオ制作に、20校190人以上の高校生が参加し、メンバーも佐賀県立致遠館高等学校音楽部のコーラス収録を監修。

## タイアップ
- CLASSIC - 阪神甲子園球場100周年記念事業応援ソング
- Wonderful Days - 朝日放送テレビ「ぺこぱのまるスポ」テーマソング
- 花よりも花を咲かせる土になれ
  - NHK『みんなのうた』放送曲（2024年12月 - 2025年01月）
  - 文化放送 プラスチューン 2024年12月度
- となり - MBSテレビ「ゼニガメ」2025年1月エンディングテーマ
- 名もなき夢 - 朝日放送テレビ『LIFE〜夢のカタチ〜』 テーマソング
- ガッツポーズ - 松屋フーズ創業58周年記念ブランドムービー「明日へ、がっつけ」タイアップソング
- FIND YOU - KBC九州朝日放送「高校生のじかん」#SAGAジモト青春ソングプロジェクト